# Carlos Orejuela Quiñónez
Carlos Orejuela Quiñónez (n. Esmeraldas, Ecuador; 14 de marzo de 1993) es un futbolista ecuatoriano. Juega de delantero y su equipo actual es Mushuc Runa de la Serie A de Ecuador.

## Trayectoria

### Club Sport Emelec
El Club Sport Emelec adquirió los derechos del hábil jugador Carlos Orejuela, que firmó contrato con los eléctricos por cuatro temporadas.
Orejuela, de 23 años, proviene del Mushuc Runa Sporting Club y juega en la posición de volante ofensivo.
Terminó su contrato con el plantel millonario en el 2020 y para la temporada 2021 fichó por Deportivo Cuenca en calidad de jugador libre.

### Ferroviária
En 2022 firmó por una temporada con Ferroviária del Campeonato Paulista y la Serie D de Brasil.

## Clubes
| Club             | País    | Año       |
| ---------------- | ------- | --------- |
| C. D. Olmedo     | Ecuador | 2009-2014 |
| Espoli           | Ecuador | 2015      |
| Mushuc Runa      | Ecuador | 2016      |
| C. S. Emelec     | Ecuador | 2017-2019 |
| Orense S. C.     | Ecuador | 2020      |
| Deportivo Cuenca | Ecuador | 2021      |
| Ferroviária      | Brasil  | 2022      |
| Chapecoense      | Brasil  | 2022      |
| Azuriz F. C.     | Brasil  | 2024      |
| Vargas Torres    | Ecuador | 2024      |
| Mushuc Runa      | Ecuador | 2025-act. |

### Estadísticas
Actualizado al último partido disputado el 19 de agosto de 2025.
| Club                       | Div.                | Temporada           | Liga  | Liga  | Copas nacionales | Copas nacionales | Copas internacionales | Copas internacionales | Otros | Otros | Total | Total |
| Club                       | Div.                | Temporada           | Part. | Goles | Part.            | Goles            | Part.                 | Goles                 | Part. | Goles | Part. | Goles |
| -------------------------- | ------------------- | ------------------- | ----- | ----- | ---------------- | ---------------- | --------------------- | --------------------- | ----- | ----- | ----- | ----- |
| C. D. Olmedo · Ecuador     | 1.ª                 | 2012                | 13    | 0     | —                | —                | —                     | —                     | —     | —     | 13    | 0     |
| C. D. Olmedo · Ecuador     | 1.ª                 | 2014                | 13    | 0     | —                | —                | —                     | —                     | —     | —     | 13    | 0     |
| C. D. Olmedo · Ecuador     | Total club          | Total club          | 26    | 0     | 0                | 0                | 0                     | 0                     | 0     | 0     | 26    | 0     |
| Mushuc Runa · Ecuador      | 1.ª                 | 2016                | 33    | 3     | —                | —                | —                     | —                     | —     | —     | 33    | 3     |
| C. S. Emelec · Ecuador     | 1.ª                 | 2017                | 15    | 0     | —                | —                | 2                     | 1                     | —     | —     | 17    | 1     |
| C. S. Emelec · Ecuador     | 1.ª                 | 2018                | 26    | 2     | —                | —                | 2                     | 0                     | —     | —     | 28    | 2     |
| C. S. Emelec · Ecuador     | 1.ª                 | 2019                | 17    | 4     | 5                | 0                | 1                     | 0                     | —     | —     | 23    | 4     |
| C. S. Emelec · Ecuador     | Total club          | Total club          | 58    | 6     | 5                | 0                | 5                     | 1                     | 0     | 0     | 68    | 7     |
| Orense S. C. · Ecuador     | 1.ª                 | 2020                | 7     | 0     | —                | —                | —                     | —                     | —     | —     | 7     | 0     |
| Orense S. C. · Ecuador     | Total club          | Total club          | 7     | 0     | 0                | 0                | 0                     | 0                     | 0     | 0     | 7     | 0     |
| Deportivo Cuenca · Ecuador | 1.ª                 | 2021                | 21    | 3     | —                | —                | —                     | —                     | —     | —     | 21    | 3     |
| Deportivo Cuenca · Ecuador | Total club          | Total club          | 21    | 3     | 0                | 0                | 0                     | 0                     | 0     | 0     | 21    | 3     |
| Ferroviária · Brasil       | 4.ª                 | 2022                | 0     | 0     | 1                | 0                | —                     | —                     | 9     | 1     | 10    | 1     |
| Ferroviária · Brasil       | Total club          | Total club          | 0     | 0     | 1                | 0                | 0                     | 0                     | 9     | 1     | 10    | 1     |
| Chapecoense · Brasil       | 2.ª                 | 2022                | 14    | 0     | —                | —                | —                     | —                     | —     | —     | 14    | 0     |
| Chapecoense · Brasil       | Total club          | Total club          | 14    | 0     | 0                | 0                | 0                     | 0                     | 0     | 0     | 14    | 0     |
| Azuriz F. C. · Brasil      | PR1                 | 2024                | 0     | 0     | —                | —                | —                     | —                     | 4     | 0     | 4     | 0     |
| Azuriz F. C. · Brasil      | Total club          | Total club          | 0     | 0     | 0                | 0                | 0                     | 0                     | 4     | 0     | 4     | 0     |
| Vargas Torres · Ecuador    | 2.ª                 | 2024                | 14    | 3     | —                | —                | —                     | —                     | —     | —     | 14    | 3     |
| Vargas Torres · Ecuador    | Total club          | Total club          | 14    | 3     | 0                | 0                | 0                     | 0                     | 0     | 0     | 14    | 3     |
| Mushuc Runa · Ecuador      | 1.ª                 | 2025                | 15    | 3     | 0                | 0                | 8                     | 4                     | —     | —     | 23    | 7     |
| Mushuc Runa · Ecuador      | Total club          | Total club          | 48    | 6     | 0                | 0                | 8                     | 4                     | 0     | 0     | 56    | 10    |
| Total en su carrera        | Total en su carrera | Total en su carrera | 188   | 18    | 6                | 0                | 13                    | 5                     | 13    | 1     | 220   | 24    |
| 1. 2. 3.                   |                     |                     |       |       |                  |                  |                       |                       |       |       |       |       |

## Palmarés

### Campeonatos nacionales
| Título             | Club   | País    | Año  |
| ------------------ | ------ | ------- | ---- |
| Serie A de Ecuador | Emelec | Ecuador | 2017 |